# Trung Quốc Quốc dân Đảng
Trung Quốc Quốc dân Đảng (tiếng Trung: 中國國民黨, bính âm: Zhōngguó Guómíndǎng), cũng thường được gọi với tên phiên âm của nó là Kuomintang (KMT; Quốc dân đảng), là chính đảng do Tôn Trung Sơn và các chí sỹ của ông sáng lập và tồn tại cho đến nay, cũng là một trong số các chính đảng sớm nhất tại châu Á. Tiền thân của chính đảng này là đoàn thể cách mạng Hưng Trung Hội thành lập tại Hawaii vào năm 1894, sau đó lần lượt cải tổ thành Trung Quốc Đồng minh hội, Quốc dân Đảng và Trung Hoa Cách mệnh Đảng, đến ngày 10 tháng 10 năm 1919 sau khi Tôn Trung Sơn cải tổ thì đổi sang danh xưng hiện tại. Trong những ngữ cảnh không chính thức, các phương tiện truyền thông, các nhà lãnh đạo chính phủ Quốc dân thường dùng từ Đảng quốc hoặc Quốc Đảng để nói về Trung Hoa Quốc dân Đảng.
Trung Quốc Quốc dân Đảng là đảng cầm quyền tại Trung Quốc từ lúc Chính phủ Quốc dân hoàn thành Bắc phạt thống nhất Trung Quốc, trải qua thi hành hiến pháp vào năm 1947, đến năm sau cải tổ thành Chính phủ Trung Hoa Dân Quốc, đến năm 1949 do chiến bại trong Nội chiến Quốc - Cộng phải triệt thoái đến Đài Loan. Trung Quốc Quốc dân Đảng liên tục cầm quyền tại Đài Loan (Trung Hoa Dân Quốc) đến hết nhiệm kỳ của Tổng thống Lý Đăng Huy. Năm 2000, do thất bại trong bầu cử tổng thống nên đảng này trở thành đảng đối lập. Trong kỳ bầu cử tổng thống năm 2008, Mã Anh Cửu của Trung Quốc Quốc dân Đảng giành thắng lợi, Trung Quốc Quốc dân Đảng quay lại cầm quyền. Trong bầu cử tổng thống năm 2016, Trung Quốc Quốc dân Đảng thất bại trong bầu cử tổng thống nên một lần nữa trở thành đảng đối lập. Trung Quốc Quốc dân Đảng hiện đứng đầu trong Liên minh phiếm Lam, là một trong hai liên minh chính trị lớn tại Đài Loan cùng với Liên minh phiếm Lục do Đảng Dân chủ Tiến bộ đứng đầu.
Quốc dân Đảng cùng với Đảng Thân dân và Tân Đảng tạo thành Liên minh "Phiếm Lam", ủng hộ mục tiêu thống nhất với Trung Quốc đại lục. Tuy nhiên, Quốc dân Đảng buộc phải điều độ lập trường của họ bằng việc tán thành giữ nguyên trạng chính trị và pháp lý của Đài Loan hiện nay. Quốc dân Đảng chấp thuận "nguyên tắc một Trung Quốc", về mặt chính thức cho rằng chỉ có một Trung Quốc theo Nhận thức chung 1992, nhưng đó chính là Trung Hoa Dân Quốc. Tuy nhiên, kể từ năm 2008, nhằm làm dịu căng thẳng với Trung Quốc đại lục, Quốc dân Đảng tán thành chính sách "ba không" theo định nghĩa của Mã Anh Cửu: không thống nhất, không độc lập và không sử dụng vũ lực.

## Lịch sử

### Thành lập và thời kỳ Tôn Trung Sơn

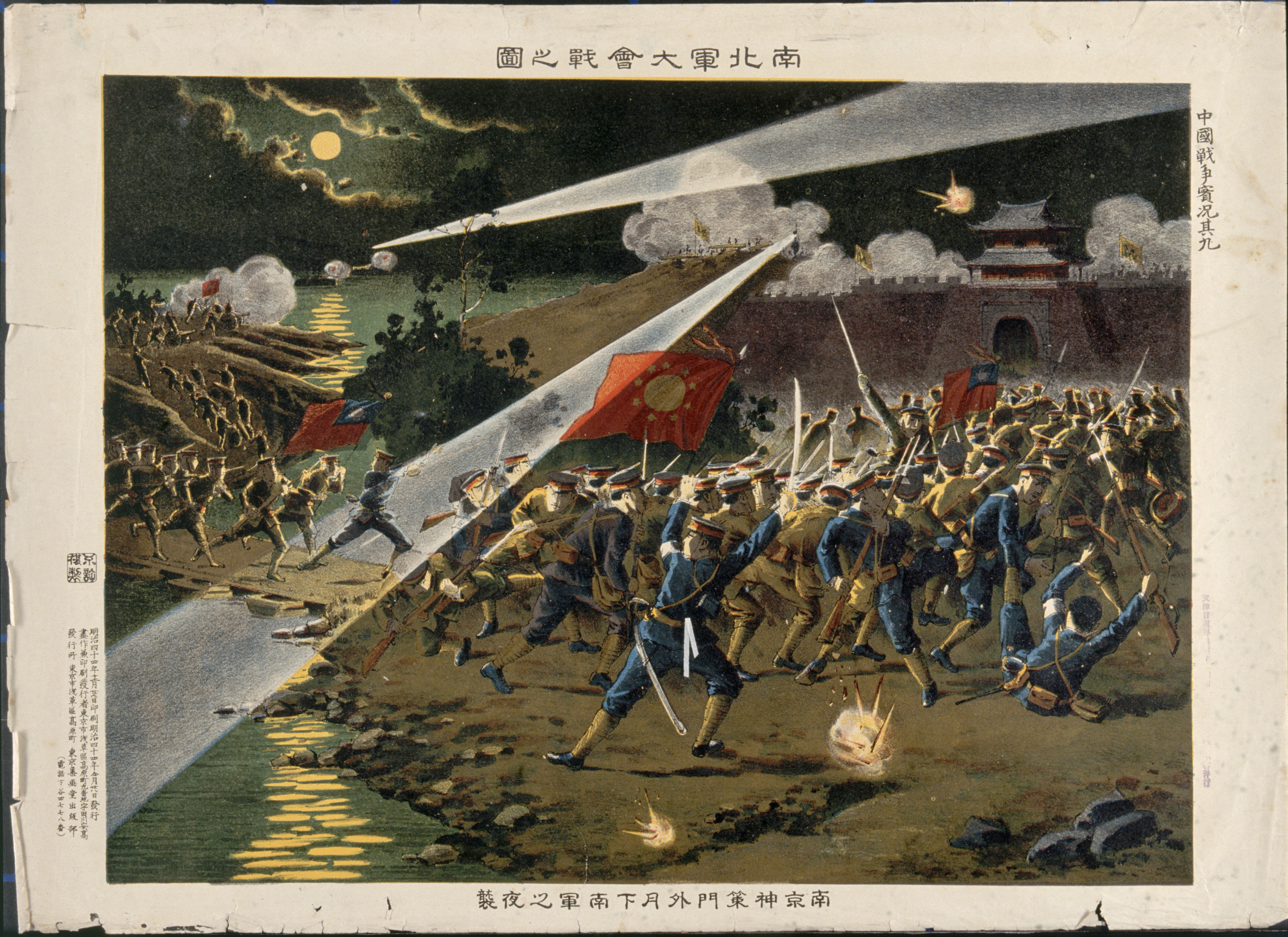
Quân cách mạng tấn công Nam Kinh vào năm 1911

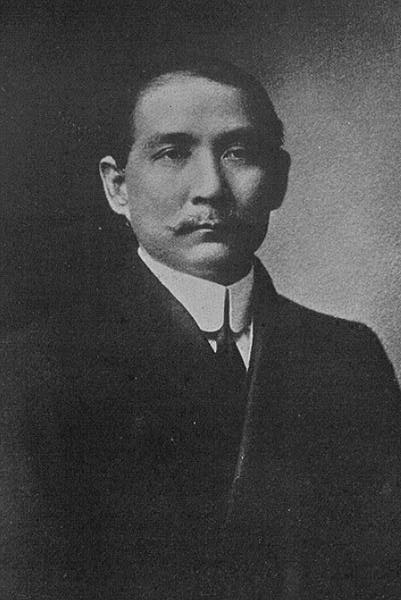
Quốc dân Đảng gọi tôn kính người sáng lập đảng- Tôn Trung Sơn- là "Quốc phụ".

Nguồn gốc tư tưởng và tổ chức của Quốc dân Đảng là công lao lớn nhất của nhân vật dân tộc chủ nghĩa Trung Hoa Tôn Trung Sơn. Ông là người sáng lập tổ chức Hưng Trung Hội tại Honolulu, Hawaii vào ngày 24 tháng 11 năm 1894, với mục tiêu thực hành cách mạng, đánh đổ triều đình nhà Thanh hủi bại, phục hưng đất nước Trung Hoa. Những nguyên tắc cơ bản của Hưng Trung Hội dựa trên những ý tưởng chính trị sơ khai của nhóm Tứ đại khấu mà Tôn là một thành viên. Các tài liệu lịch sử của Trung Quốc Quốc dân Đảng đều ghi nhận Hưng Trung Hội là tổ chức đầu tiên của Đảng và lấy ngày 24 tháng 11 năm 1894 làm ngày lễ kỷ niệm thành lập Đảng đầu tiên.
Cùng thời với Tôn, bằng nhiều con đường khác nhau, nhiều tổ chức cách mạng cũng  được hình thành cùng với mục tiêu đánh đổ nhà Thanh, phục hưng Trung Hoa. Năm 1905, Tôn Trung Sơn liên hiệp lực lượng với các đoàn thể chống phong kiến Hoa Hưng hội, Quang Phục hội tại Tokyo, Nhật Bản để hình thành Trung Quốc Đồng minh Hội vào ngày 20 tháng 8 năm 1905, tổ chức cam kết phế truất triều Thanh của người Mãn Châu và lập một chính phủ cộng hòa. Tổ chức lên kế hoạch và ủng hộ Cách mạng Tân Hợi năm 1911 và thành lập Trung Hoa Dân Quốc vào ngày 1 tháng 1 năm 1912. Tuy nhiên, Tôn Trung Sơn không có quyền lực quân sự và nhượng lại cho Viên Thế Khải chức vụ đại tổng thống lâm thời của nước cộng hòa. Ngày 11 tháng 8 năm 1912, Đồng minh Hội, Thống nhất Cộng hòa Đảng, Quốc dân Công Đảng, Quốc dân Cộng tiến Đảng và Cộng hòa Thực tiến hội hợp nhất, đến ngày 13 tháng 8 tuyên bố: "chế độ cộng hòa, quốc dân là chủ thể của đất nước, chúng tôi vì để mọi người không quên lẽ đó, nên để tên là Quốc dân Đảng". Ngày 25 tháng 8 năm 1912, Quốc dân Đảng được thành lập tại Hội quán Hồ Quảng tại Bắc Kinh, chính thức tuyên bố Quốc dân Đảng ra đời
Thành viên có thế lực nhất của đảng là Tống Giáo Nhân, ông huy động ủng hộ lớn từ giới thân sĩ và thương nhân cho Quốc dân Đảng nhằm chủ trương một chế độ dân chủ nghị viện lập hiến. Đảng phản đối phái chủ nghĩa quân chủ lập hiến và tìm cách kiềm chế quyền lực của Viên Thế Khải. Quốc dân Đảng giành được số ghế nhiều nhất trong bầu cử quốc hội lần thứ nhất vào tháng 12 năm 1912-tháng 1 năm 1913. Tuy nhiên, Viên Thế Khải nhanh chóng bắt đầu bác bỏ quốc hội trong các quyết định. Tống Giáo Nhân bị ám sát tại Thượng Hải vào năm 1913. Các thành viên của Quốc dân Đảng dưới quyền Tôn Trung Sơn nghi ngờ Viên Thế Khải đứng sau âm mưu nên họ tổ chức Cách mạng thứ hai vào tháng 7 năm 1913 song thất bại. Viên Thế Khải tuyên bố Quốc dân Đảng tiến hành lật đổ và phản bội, ra lệnh trục xuất thành viên của Quốc dân Đảng khỏi Quốc hội. Viên Thế Khải cho giải tán Quốc dân Đảng vào tháng 11 (một phần lớn thành viên của đảng đào thoát sang Nhật Bản) và giải tán quốc hội vào đầu năm 1914.
Viên Thế Khải xưng là hoàng đế vào tháng 12 năm 1915. Trong khi lưu vong tại Nhật Bản, Tôn Trung Sơn thành lập Trung Hoa Cách mệnh Đảng vào ngày 8 tháng 7 năm 1914, song nhiều đồng chí cũ của ông như Hoàng Hưng, Uông Tinh Vệ, Hồ Hán Dân và Trần Quýnh Minh từ chối tham gia hay ủng hộ các nỗ lực của ông nhằm kích động khởi nghĩa vũ trang chống Viên Thế Khải. Nhiều nhà cách mạng cũ không tham gia tổ chức mới của Tôn Trung Sơn, và ông phần lớn đứng bên lề phong trào cộng hòa trong giai đoạn này. Tôn Trung Sơn trở về Trung Quốc vào năm 1917 để lập một chính phủ quân sự tại Quảng Châu, mục đích là nhằm chống đối Chính phủ Bắc Dương song không lâu sau bị lật đổ và phải lưu vong tại Thượng Hải. Tại đó, ông khôi phục sự ủng hộ, lập lại "Trung Quốc Quốc dân Đảng" vào ngày 10 tháng 10 năm 1919 trong tô giới Pháp tại Thượng Hải và lập trụ sở của đảng tại Quảng Châu vào năm 1920.
Năm 1923, Quốc dân Đảng và chính phủ tại Quảng Châu của họ chấp thuận viện trợ từ Liên Xô sau khi bị các cường quốc phương Tây từ chối công nhận. Các cố vấn Liên Xô mà nổi bật nhất là Mikhail Borodin đến Trung Quốc vào năm 1923 nhằm giúp đỡ tái tổ chức và củng cố Quốc dân Đảng theo quy tắc của Đảng Cộng sản Liên Xô, lập ra một cấu trúc đảng kiểu Lê-nin-nít tồn tại cho đến thập niên 1990. Đảng Cộng sản Trung Quốc hợp tác với Trung Quốc Quốc dân Đảng theo chỉ thị của Quốc tế cộng sản, các thành viên cộng sản được khuyến khích gia nhập Quốc dân Đảng song duy trì bản sắc đảng riêng biệt của mình, hình thành Mặt trận Liên hiệp thứ nhất giữa hai đảng. Các cố vấn Liên Xô cũng giúp Trung Quốc Quốc dân Đảng lập một học viện chính trị nhằm đào tạo các tuyên truyền viên với các kỹ thuật huy động quần chúng, và đến năm 1923 một phụ tá của Tôn Trung Sơn là Tưởng Giới Thạch được phái đi Moskva để học tập quân sự và chính trị trong nhiều tháng.
Từ ngày 20 đến ngáy 30 tháng 1 năm 1924, Trung Quốc Quốc dân Đảng cử hành Đại hội đại biểu toàn quốc lần thứ nhất tại Quảng Châu, Tôn Trung Sơn đề xuất "liên Nga dung Cộng", tuyên bố cải tổ trong đảng hoàn thành. Đại hội bao gồm các đại biểu phi Quốc dân Đảng như thành viên cộng sản, họ chấp thuận tư tưởng chính trị của Tôn Trung Sơn, gồm chủ nghĩa Tam Dân: dân tộc, dân quyền, dân sinh.

### Dưới quyền Tưởng Giới Thạch tại Trung Quốc đại lục

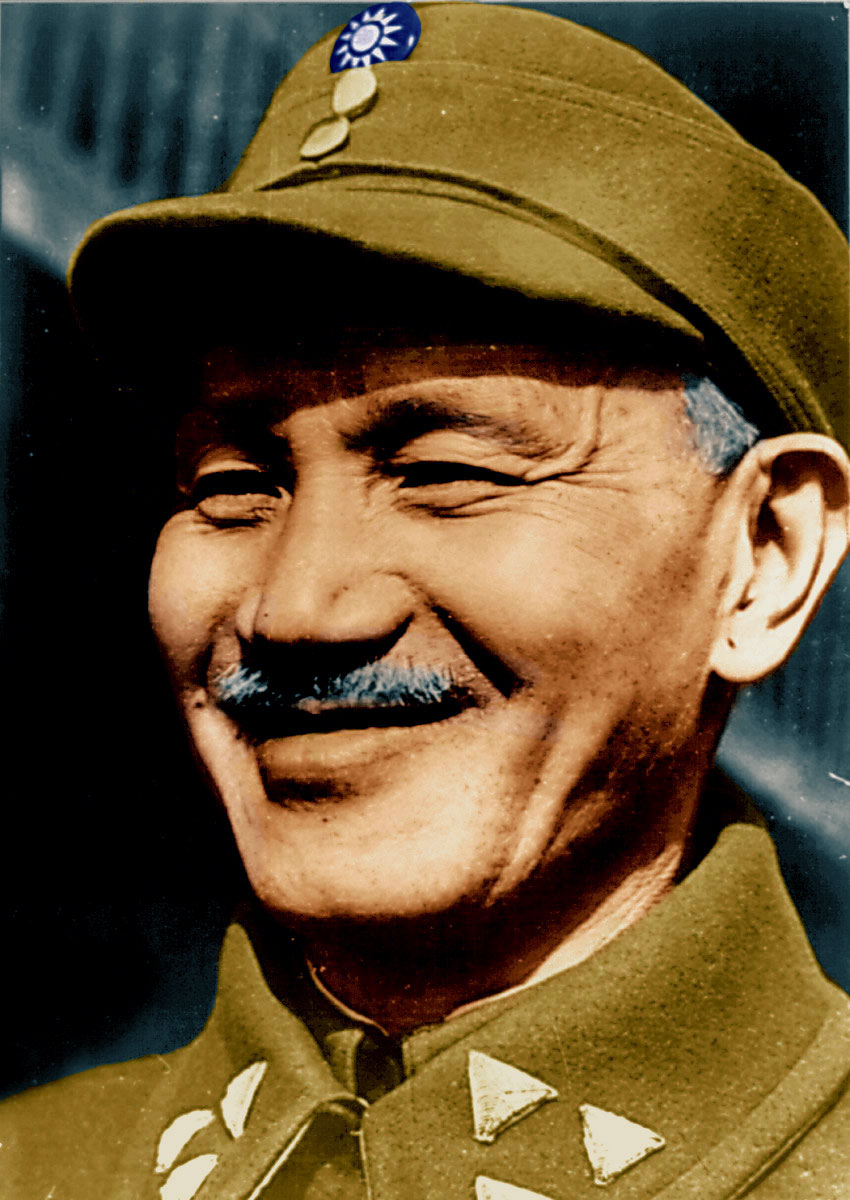
Tướng Giới Thạch đảm nhiệm quyền lãnh đạo Trung Quốc Quốc dân Đảng sau khi Tôn Trung Sơn từ trần vào năm 1925.

Tôn Trung Sơn mất vào năm 1925, quyền lãnh đạo chính trị của Trung Quốc Quốc dân Đảng thuộc về Uông Tinh Vệ và Hồ Hán Dân, lần lượt là thủ lĩnh của phái tả và phái hữu trong đảng. Tuy nhiên, quyền lực thực tế nằm trong tay Tưởng Giới Thạch, ông là hiệu trưởng Trường Quân sự Hoàng Phố, và gần như kiểm soát hoàn toàn quân đội. Nhờ ưu thế về quân sự, Tưởng Giới Thạch lãnh đạo thầy trò Trường quân sự Hoàng Phố phát động Đông chinh, bình định Quảng Đông, thành lập Chính phủ Quốc dân tại Quảng Châu. Quốc dân Đảng lúc này trở thành một chính quyền đối địch với Chính phủ Bắc Dương đặt tại Bắc Kinh.
Tháng 1 năm 1926, Đại hội đại biểu toàn quốc lần thứ hai của Trung Quốc Quốc dân Đảng quyết định tiếp nhận di chúc của Tôn Trung Sơn và cương lĩnh chính trị của đại hội thứ nhất, tái khẳng định chủ trương chính trị "phản đế phản quân phiệt". Đại hội quyết định duy trì chấp hành chính sách tam đại là liên Nga, dung Cộng, phù trợ nông-công. Đối với Phái Hội nghị Tây Sơn hữu khuynh, thi hành khai trừ đảng tịch Tưởng Giới Thạch đảm nhận chức Chủ tịch Ủy ban Thường vụ của Quốc dân Đảng vào ngày 6 tháng 7 năm 1926. Không như Tôn Trung Sơn, Tưởng Giới Thạch biết tương đối ít về phương Tây và thấm nhuần sâu sắc văn hóa Trung Hoa. Theo thời gian, ông ngày càng gắn bó với văn hóa và truyền thống Trung Hoa. Ông học tập siêng năng điển tịch cổ điển Trung Hoa và lịch sử Trung Hoa. Trong thời gian được phái sang Liên Xô, Tưởng Giới Thạch từng gặp Leon Trotsky và các nhà lãnh đạo Liên Xô khác, song nhanh chóng kết luận rằng mô hình chính quyền Xô viết không phù hợp với Trung Quốc.
Tưởng Giới Thạch đặc biệt tận tâm với tư tưởng "huấn chính" của Tôn Trung Sơn. Tôn Trung Sơn tin rằng để thống nhất và cải tiến Trung Hoa cần dựa vào một cuộc chinh phạt quân sự, tiếp đến là một giai đoạn huấn chính với đỉnh điểm là chuyển đổi sang dân chủ. Sử dụng tư tưởng này, Tưởng Giới Thạch dựng bản thân thành một nhà độc tài của Trung Hoa Dân Quốc, cả trong thời kỳ đại lục và thời kỳ dời sang Đài Loan.
Năm 1926, Tưởng Giới Thạch phát động Bắc phạt nhằm đánh bại các quân phiệt miền bắc và thống nhất Trung Quốc dưới quyền Quốc dân Đảng. Chính phủ Quốc dân bổ nhiệm Tưởng Giới Thạch làm tổng tư lệnh của Quốc dân Cách mệnh Quân để tiến hành chiến dịch. Tưởng Giới Thạch được Liên Xô tiếp tế, chinh phục được một nửa Trung Quốc trong vòng chín tháng. Tuy nhiên, phân liệt bùng phát giữa Đảng Cộng sản Trung Quốc và Trung Quốc Quốc dân Đảng, đe dọa đến Bắc phạt. Uông Tinh Vệ chiếm được Vũ Hán trong tháng 1 năm 1927, ông ta được điệp viên Liên Xô Mikhail Borodin giúp đỡ, tuyên bố Chính phủ Quốc dân đã dời đến Vũ Hán. Tưởng Giới Thạch chiếm được Nam Kinh trong tháng 3, ông cho dừng chiến dịch của mình và chuẩn bị tuyệt giao bạo lực với Uông Tinh Vệ và đồng minh cộng sản của ông ta. Hành động trục xuất thành viên cộng sản và cố vấn Liên Xô của Tưởng Giới Thạch dẫn đến khởi đầu Nội chiến Trung Quốc. Uông Tinh Vệ cuối cùng giao lại quyền lực cho Tưởng Giới Thạch. Joseph Stalin lệnh cho Đảng Cộng sản Trung Quốc tuân theo quyền lãnh đạo của Quốc dân Đảng. Đến khi chia rẽ được hàn gắn, Tưởng Giới Thạch tiếp tục chiến dịch Bắc phạt và tìm cách chiếm lấy Thượng Hải. Quốc dân Cách mạng Quân chiếm được Bắc Kinh vào năm 1928, là thủ đô được quốc tế công nhận, điều này cho phép Quốc dân Đảng nhận được công nhận ngoại giao rộng rãi vào cùng năm. Thủ đô được chuyển từ Bắc Kinh đến Nam Kinh. Giai đoạn Quốc dân Đảng cai trị Trung Quốc từ năm 1927 đến năm 1937 có đặc điểm là tương đối ổn định và thịnh vượng, được gọi là thập niên Nam Kinh.

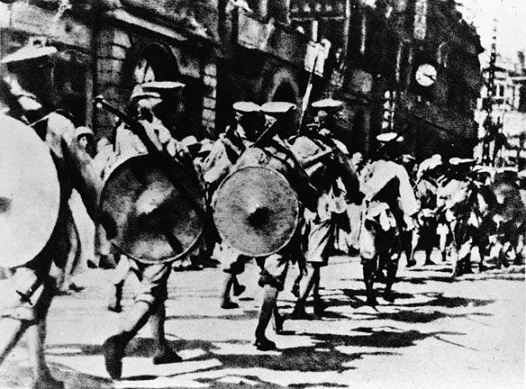
Các binh sĩ Quốc dân Cách mệnh Quân hành quân đến tô giới Anh tại Hán Khẩu trong Bắc phạt.

Sau Bắc phạt, Chính phủ Quốc dân dưới quyền Trung Quốc Quốc dân Đảng tuyên bố rằng Trung Quốc bị bóc lột trong nhiều thập niên theo các điều ước bất bình đẳng ký kết giữa ngoại quốc và nhà Thanh. Chính phủ Quốc dân Đảng yêu cầu ngoại quốc đàm phán các hiệp định có các điều khoản bình đẳng. Trước Bắc phạt, Quốc dân Đảng ban đầu tán thành chủ nghĩa liên bang và quyền tự trị cấp tỉnh. Tuy nhiên, Quốc dân Đảng dưới quyền Tưởng Giới Thạch đặt mục tiêu lập một nhà nước độc đảng tập quyền với một ý thức hệ. Tháng 3 năm 1929, Đại hội đại biểu toàn quốc lần thứ ba của Trung Quốc Quốc dân Đảng chính thức tuyên bố "thời kỳ quân chính" kết thúc, bắt đầu "thời kỳ huấn chính", theo đó đảng lãnh đạo chính phủ trong khi chỉ dẫn cho nhân dân cách thức tham gia một hệ thống dân chủ. Chủ đề tái tổ chức quân đội được đưa ra một hội nghị quân sự vào năm 1929, châm ngòi Trung Nguyên đại chiến. Mặc dù Tưởng Giới Thạch cuối cùng giành thắng lợi, song xung đột giữa các phái hệ tác động nghiêm trọng đến tính sống còn của Quốc dân Đảng.
Năm 1931, do chia rẽ nội bộ, Đại hội đại biểu toàn quốc lần thứ tư Trung Quốc Quốc dân Đảng được cử hành riêng biệt tại ba nơi là Nam Kinh, Quảng Châu, Thượng Hải. Ngày 12 tháng 12 năm 1931, Hội nghị toàn thể lần thứ nhất Ủy ban Trung ương Trung Quốc Quốc dân Đảng khóa IV được triệu tập, ra tuyên cáo Quốc dân Đảng thống nhất. Hội nghị thừa nhận toàn bộ ủy viên do ba đại hội tổ chức tại Nam Kinh, Quảng Châu, Thượng Hải bầu ra; Hội nghị chính trị trung ương không đặt riêng chức chủ tịch, đổi sang chế độ thường ủy.

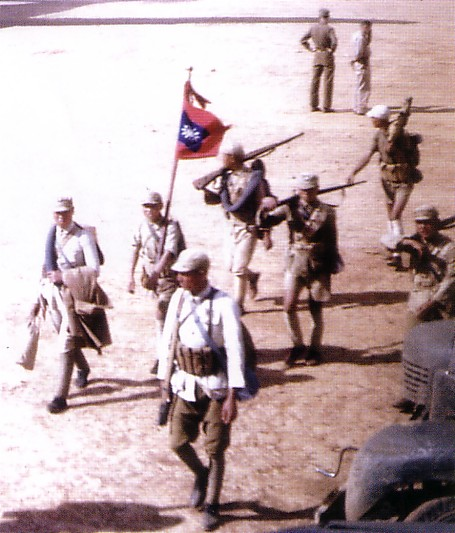
Các binh sĩ Quốc dân Cách mạng Quân trong Chiến tranh Trung-Nhật.

Mặc dù Chiến tranh Trung-Nhật chính thức bùng phát vào năm 1937, song Nhật Bản bắt đầu xâm lược từ năm 1931 khi họ sắp xếp Sự kiện Phụng Thiên và chiếm đóng Mãn Châu. Trước ảnh hưởng gia tăng của cộng sản, Tưởng Giới Thạch cho rằng muốn chiến đấu với ngoại xâm thì trước tiên Quốc dân Đảng cần phải giải quyết xung đột trong nước, do đó ông bắt đầu nỗ lực thứ nhì nhằm tiêu diệt các thành viên Đảng Cộng sản Trung Quốc vào năm 1934. Được các cố vấn quân sự Đức chỉ dẫn, Quốc dân Đảng buộc cộng sản phải triệt thoái khỏi các căn cứ của họ tại miền nam và miền trung của Trung Quốc để chuyển đến các vùng núi trong một cuộc triệt thoái quân sự quy mô lớn gọi là Trường chinh. Phó Tổng tài Quốc dân Đảng Uông Tinh Vệ chủ trương giảng hòa với Nhật Bản. Ngày 1 tháng 1 năm 1939, Hội nghị lâm thời Ủy ban Chấp hành Trung ương Quốc dân Đảng quyết định khai trừ đảng tịch Quốc dân Đảng và toàn bộ chức vụ công của Uông Tinh Vệ.
Trương Học Lương bắt cóc Tưởng Giới Thạch trong Sự biến Tây An vào năm 1937 và buộc Tưởng Giới Thạch chấp thuận một liên minh với Đảng Cộng sản Trung Quốc để kháng Nhật. Tuy nhiên, trong nhiều tình huống liên minh chỉ nằm trên danh nghĩa; sau một giai đoạn hợp tác ngắn ngủi, quân đội hai bên bắt đầu giao chiến riêng rẽ với Nhật Bản. Xung đột giữa Trung Quốc Quốc dân Đảng và Đảng Cộng sản Trung Quốc vẫn phổ biến trong chiến tranh. Trong khi Quốc dân Đảng chịu tổn thất nặng khi giao chiến với Nhật Bản, Đảng Cộng sản Trung Quốc mở rộng lãnh địa của họ theo chiến thuật du kích trong các khu vực nhật Bản chiếm đóng.

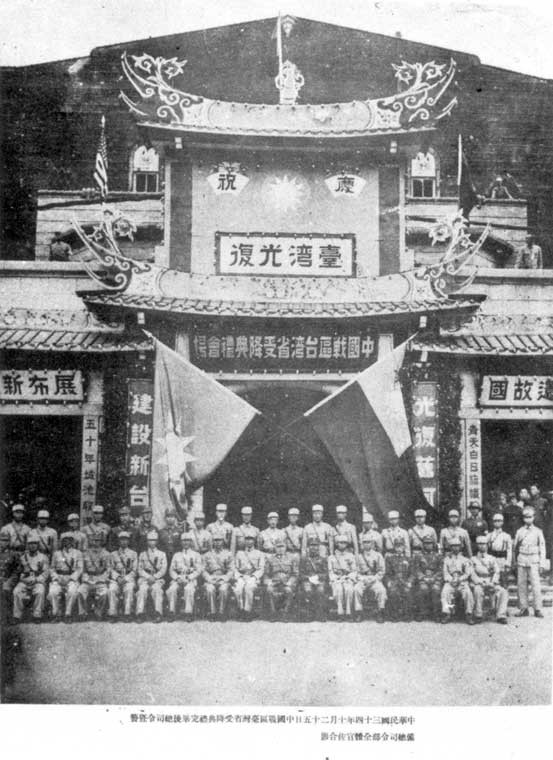
Chính phủ Quốc dân thu phục Đài Loan tại Đài Bắc, ngày 15 tháng 10 năm 1945.

Liên Xô tuyên chiến với Nhật Bản ngay trước khi Nhật Bản đầu hàng và chiếm được Mãn Châu. Liên Xô từ chối cho quân đội của Quốc dân Đảng tiến vào khu vực này và giúp cho Đảng Cộng sản tiếp quản các nhà máy và vật tư của Nhật Bản. Nội chiến toàn diện giữa Quốc dân Đảng và Đảng Cộng sản Trung Quốc bùng phát vào năm 1946. Quân Giải phóng Nhân dân Trung Quốc của cộng sản nhanh chóng phát triển ảnh hưởng và quyền lực do một số sai lầm của phía Quốc dân Đảng. Thứ nhất, Quốc dân Đảng thu nhỏ đột ngột quy mô quân đội sau khi Nhật Bản đầu hàng tạo ra một nhóm cựu chiến binh thất nghiệp và bất mãn. Thứ hai, chính phủ của Quốc dân Đảng tỏ ra hoàn toàn không có năng lực quản lý kinh tế, dẫn đến lạm phát phi mã. Thứ ba, Tưởng Giới Thạch lệnh cho quân đội bảo vệ các thành thị khiến cộng sản có cơ hội tự do di chuyển tại nông thôn. Ban đầu, Quốc dân Đảng nhận được vũ khí và đạn dược từ Hoa Kỳ, tuy nhiên do Trung Quốc xảy ra lạm phát phi mã, tham nhũng phổ biến và các điều tệ hại kinh tế khác, họ tiếp tục để mất sự ủng hộ của quần chúng. Tổng thống Hoa Kỳ Harry S. Truman viết rằng "Nhà họ Tưởng, họ Khổng và họ Tống đều là kẻ trộm", đã lấy 750 triệu USD trong viện trợ của Hoa Kỳ.
Năm 1938, Đại hội Đại biểu Toàn quốc Lâm thời Trung Quốc Quốc dân Đảng xác định chế độ tổng tài, bầu cử Tưởng Giới Thạch làm Tổng tài Trung Quốc Quốc dân Đảng. Tháng 5 năm 1945, Đại hội đại biểu toàn quốc lần thứ 6 khai mạc tại Trùng Khánh, quyết định Tưởng Giới Thạch tiếp tục nhậm chức tổng tài, quyết định ngày 12 tháng 11 cùng năm triệu tập Quốc dân Đại hội.:46
Sau khi Nhật Bản đầu hàng năm 1945, Đài Loan trở về dưới quyền cai trị của Trung Hoa Dân Quốc vào ngày 25 tháng 10 năm 1945. Xung đột giữa người Đài Loan bản địa và người đến từ Trung Quốc Đại lục gia tăng sau khi Nhật Bản đầu hàng, đỉnh điểm là cuộc khởi nghĩa đổ máu của người bản địa bị quân đội của Quốc dân Đảng trấn áp vào ngày 28 tháng 2 năm 1947. Do hậu quả từ sự kiện này, người Đài Loan phải chịu đựng "Khủng bố trắng", một cuộc trấn áp chính trị do Quốc dân Đảng lãnh đạo làm chết hoặc mất tích trên 30.000 tri thức, nhà hoạt động Đài Loan và những người Đài Loan bị nghi là chống đối Quốc dân Đảng.
Ngày 16 tháng 7 năm 1949, Quốc dân Đảng thành lập Ủy ban Bất thường Trung ương tại Quảng Châu, quy định rằng mọi mệnh lệnh chính trị của Chính phủ Quốc dân đều vô hiệu nếu không được ủy ban này phê chuẩn:689. Tháng 8 năm 1949, Văn phòng Tổng tài Quốc dân Đảng được thành lập tại Thảo Sơn, Đài Bắc:60. Đến cuối năm 1949, Đảng Cộng sản Trung Quốc kiêm soát hầu như toàn bộ Trung Quốc đại lục, Quốc dân Đảng triệt thoái đến Đài Loan cùng một lượng đáng kể ngân khố quốc gia và khoảng hai triệu người gồm binh sĩ và nạn dân. Một số thành viên của đảng ở lại Đại lục và tuyệt giao với trung ương Quốc dân Đảng để thành lập Ủy ban cách mạng Quốc dân đảng Trung Quốc, một trong tám đảng nhỏ được đăng ký của nước Cộng hòa Nhân dân Trung Hoa và vẫn tồn tại đến nay.

### Thời kỳ tại Đài Loan

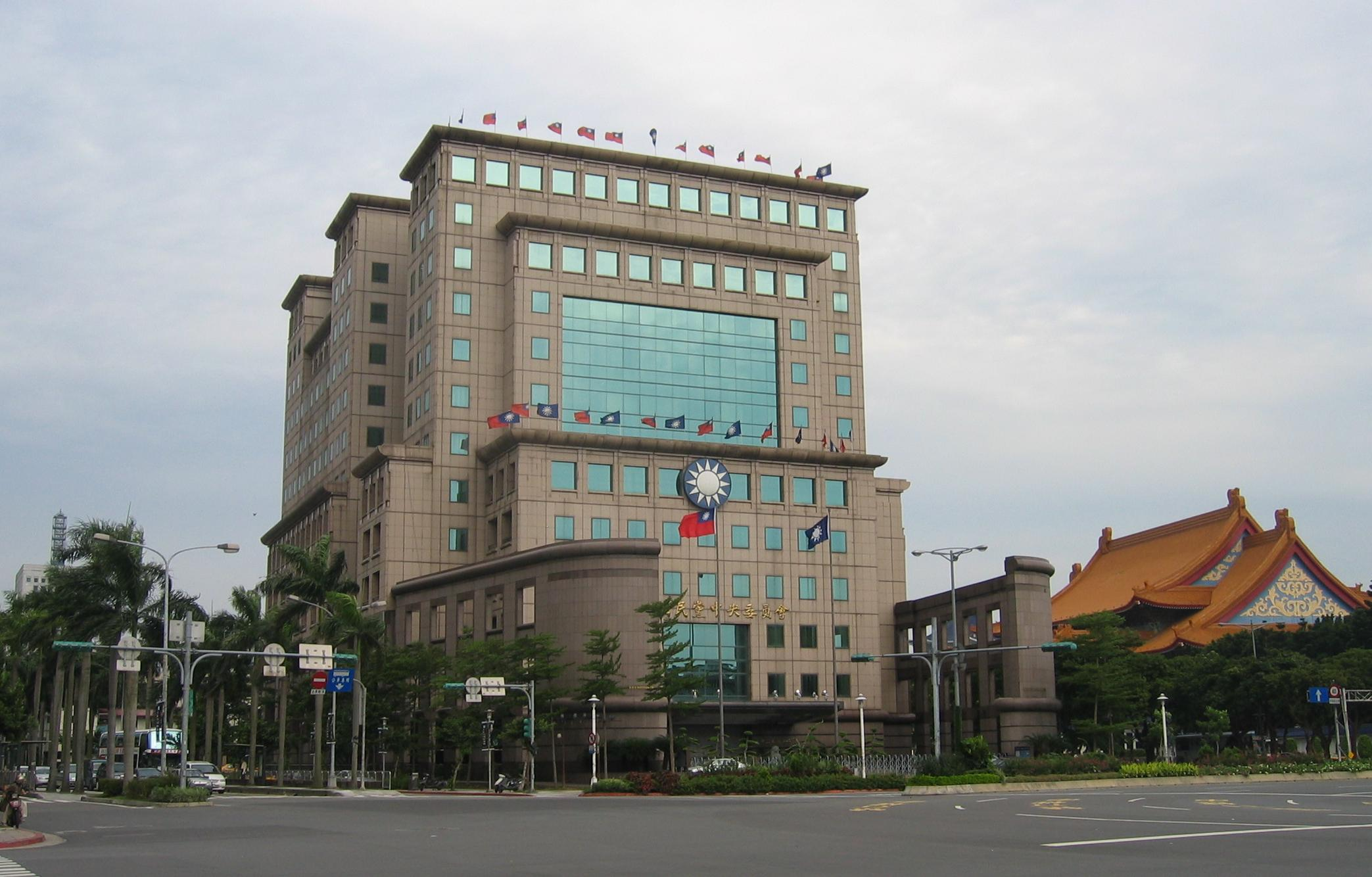
Trụ sở cũ của Trung Quốc Quốc dân Đảng tại Đài Bắc (1949-2006); đối diện với Phủ Tổng thống.

Trụ sở của Trung Quốc Quốc dân Đảng được đặt tại số 11 Đường Trung Sơn Nam vào ngày 10 tháng 12 năm 1949. Năm 1950, Tưởng Giới Thạch lên nắm quyền tại Đài Bắc theo "Điều khoản lâm thời Thời kỳ động viên dẹp loạn". Điều khoản tuyên bố thiết quân luật tại Đài Loan và ngưng một số tiến triển dân chủ, trong đó có bầu cử tổng thống và nghị viện, cho đến khi có thể thu phục Đại lục. Tưởng Giới Thạch sau đó còn khởi xướng Kế hoạch Quốc Quang nhằm tái chiếm Đại lục vào năm 1965, song cuối cùng từ bỏ vào tháng 7 năm 1972 sau nhiều nỗ lực bất thành. Trung Quốc Quốc dân Đảng ủng hộ các cuộc khởi nghĩa giai đoạn 1950–1958 tại Đại lục của người Hồi giáo từng thuộc lực lượng Quốc dân Đảng. Một cuộc chiến tranh lạnh cùng với một vài xung đột quân sự nhỏ diễn ra trong những năm đầu. Nhiều cơ quan chính phủ trước đặt tại Nam Kinh được tái tổ chức tại Đài Bắc dưới quyền chính phủ của Quốc dân Đảng. Trung Hoa Dân Quốc tại Đài Loan giữ ghế của Trung Quốc tại Liên Hợp Quốc cho đến năm 1971.

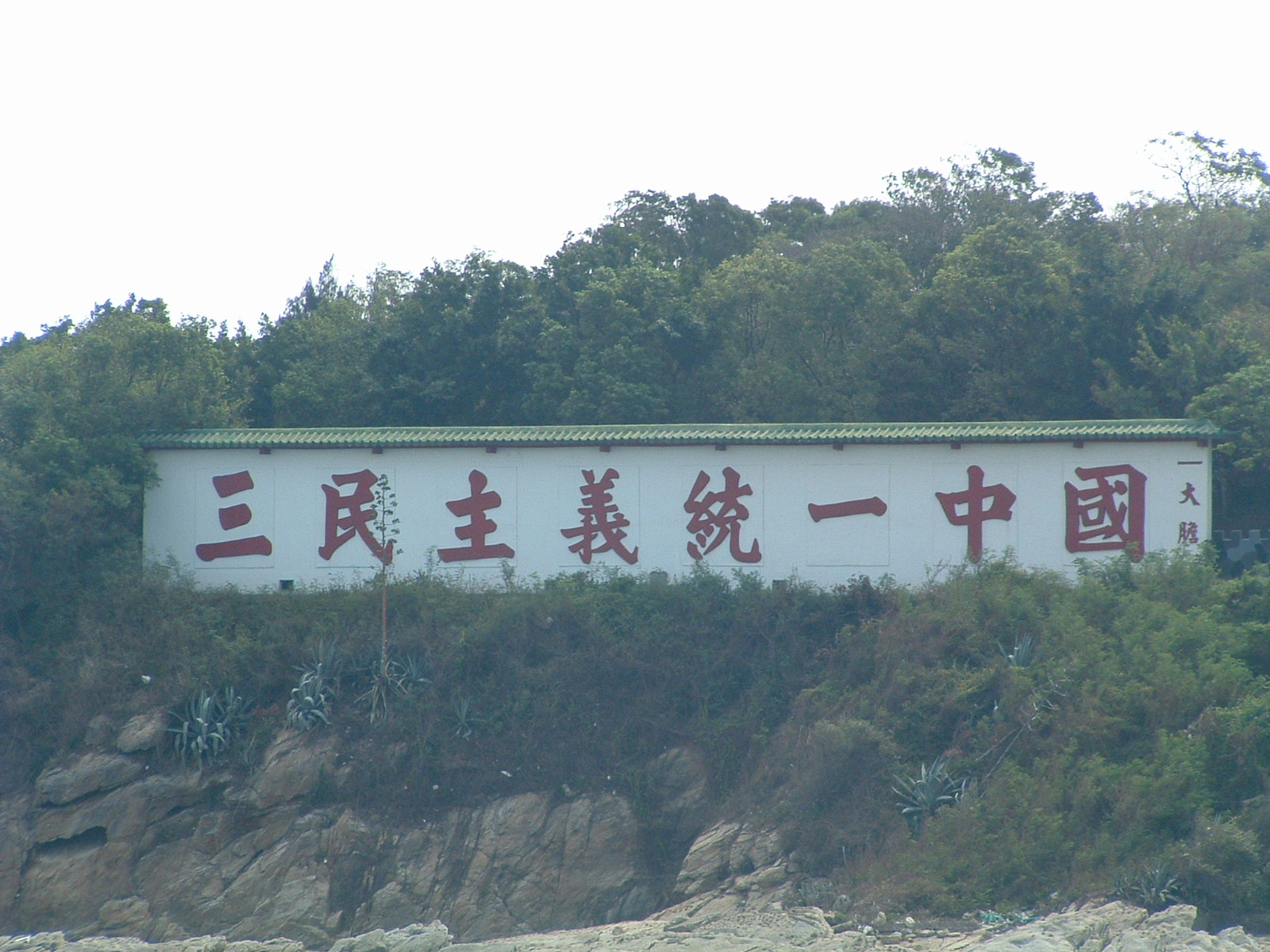
Trên đảo Đại Đảm của Kim Môn có biển ghi "Tam Dân chủ nghĩa thống nhất Trung Quốc"

Đến thập niên 1970, Trung Quốc Quốc dân Đảng thúc đẩy thành công cải cách ruộng đất, phát triển kinh tế, thi hành một hệ thống dân chủ ở mức độ thấp trong chính phủ, cải thiện quan hệ giữa Đài Loan và Đại lục và tạo ra kỳ tích kinh tế Đài Loan. Tuy nhiên, Quốc dân Đảng kiểm soát chính phủ trong một nhà nước độc tài một đảng cho đến các cải cách từ cuối thập niên 1970 đến thập niên 1990. Trung Hoa Dân Quốc tại Đài Loan từng được cho đồng nghĩa với Quốc dân Đảng. Trong thập niên 1970, Quốc dân Đảng bắt đầu cho phép các cuộc "bầu cử bổ sung" tại Đài Loan để lấp chỗ trống cho các đại biểu cao tuổi trong Quốc hội.
Ngày 5 tháng 4 năm 1975, Tổng tài Tưởng Giới Thạch từ trần:133. Ngày 28 tháng 4 năm 1975, Tưởng Kinh Quốc kế nhiệm làm Chủ tịch Trung Quốc Quốc dân Đảng. Năm 1981, Đại hội đại biểu toàn quốc lần thứ 13 của Trung Quốc Quốc dân Đảng thông qua "Đề án Quán triệt lấy chủ nghĩa Tam Dân thống nhất Trung Quốc" và "Đề án Sửa đổi Điều lệ Đảng Trung Quốc Quốc dân Đảng", thành lập "Đại đồng minh chủ nghĩa Tam Dân thống nhất Trung Quốc". Mặc dù không cho phép các đảng đối lập tồn tại, các đại biểu Đảng ngoại (ngoài đảng) được dung thứ. Trong thập niên 1980, Quốc dân Đảng tập trung chuyển đổi chính phủ từ hệ thống độc đảng sang hệ thống dân chủ đa đảng và đi theo hướng "Đài Loan hóa". Đảng Dân chủ Tiến bộ được thành lập vào ngày 28 tháng 9 năm 1986, Quốc dân Đảng từ đó bắt đầu cạnh tranh với đảng này trong các cuộc bầu cử nghị viện.
Ngày 13 tháng 1 năm 1988, Tưởng Kinh Quốc từ trần. Ngày 27 tháng 1, Lý Đăng Huy trở thành quyền chủ tịch của Đảng, đến tháng 7 thì chính thức trở thành Chủ tịch Trung Quốc Quốc dân Đảng. Năm 1991, thiết quân luật chấm dứt khi Tổng thống Lý Đăng Huy kết thúc Điều khoản lâm thời Thời kỳ động viên dẹp loạn. Toàn bộ các đảng bắt đầu được phép tranh cử tại bầu cử mọi cấp, kể cả bầu cử tổng thống. Lý Đăng Huy là tổng thống được bầu cử dân chủ đầu tiên của Trung Hoa Dân Quốc, và là người lãnh đạo của Quốc dân Đảng trong thập niên 1990, ông tuyên bố ủng hộ tích cực "quan hệ đặc thù hai quốc gia" với nước Cộng hòa Nhân dân Trung Hoa, phía Đại lục liên kết ý tưởng này với Đài Loan độc lập.
Quốc dân Đảng đối diện với một cuộc phân liệt vào năm 1993, dẫn đến hình thành Tân Đảng vào tháng 8 năm 1993. Một cuộc phân liệt nghiêm trọng hơn nhiều trong đảng diễn ra trong bầu cử tổng thống năm 2000. Trước việc Liên Chiến được chọn làm ứng cử viên tổng thống của đảng, Tống Sở Du phát động một cuộc ứng cử độc lập, kết quả là trục xuất Tống Sở Du và các ủng hộ viên của ông, họ lập ra Đảng Thân dân vào ngày 31 tháng 3 năm 2000. Ứng cử viên Quốc dân Đảng xếp thứ ba, Tống Sở Du xếp thứ nhì trong cuộc bầu cử. Nhằm ngăn ngừa các thành viên bỏ Quốc dân Đảng để theo Đảng Thân dân, Liên Chiến đưa đảng ra xa chính sách ủng hộ độc lập của Lý Đăng Huy và trở nên tán thành hơn với mục tiêu tái thống nhất Trung Quốc. Thay đổi này khiến Lý Đăng Huy bị trục xuất khỏi đảng, các ủng hộ viên của Lý Đăng Huy thành lập Liên minh Đoàn kết Đài Loan vào ngày 24 tháng 7 năm 2001.
Năm 2006, Trung Quốc Quốc dân Đảng bán trụ sở của mình tại số 11 Đường Trung Sơn Nam tại Đài Bắc cho Tập đoàn Trường Vinh lấy 2,3 tỷ Đài tệ (96 triệu USD). Quốc dân Đảng chuyển đến một tòa nhà nhỏ hơn trên Đường Bát Đức tại phần phía đông của thành phố. Trong thời gian cầm quyền tại Đài Loan, Quốc dân Đảng tích lũy được một đế chế kinh doanh rộng lớn gồm các ngân hàng, công ty đầu tư, hãng hóa dầu, đài phát thanh truyền hình, qua đó khiến Quốc dân Đảng trở thành chính đảng giàu nhất thế giới, với tài sản từng được ước tính là khoảng 2-10 tỷ USD. Mặc dù nguồn quỹ này có vẻ đã giúp ích cho Quốc dân Đảng đến giữa thập niên 1990, song sau đó nó dẫn đến các cáo buộc tham nhũng (thường gọi là "vàng đen"). Sau năm 2000, tài sản tài chính của Quốc dân Đảng có vẻ như là mắc nợ nhiều hơn có lợi, và Quốc dân Đảng bắt đầu đa dạng tài sản của họ. Tháng 7 năm 2014, Quốc dân Đảng báo cáo tổng tài sản là 26,8 tỷ Đài tệ (892,4 triệu USD) và lợi nhuận thu được là 981,52 triệu Đài tệ trong năm 2013, là một trong các chính đảng giàu nhất trên thế giới.

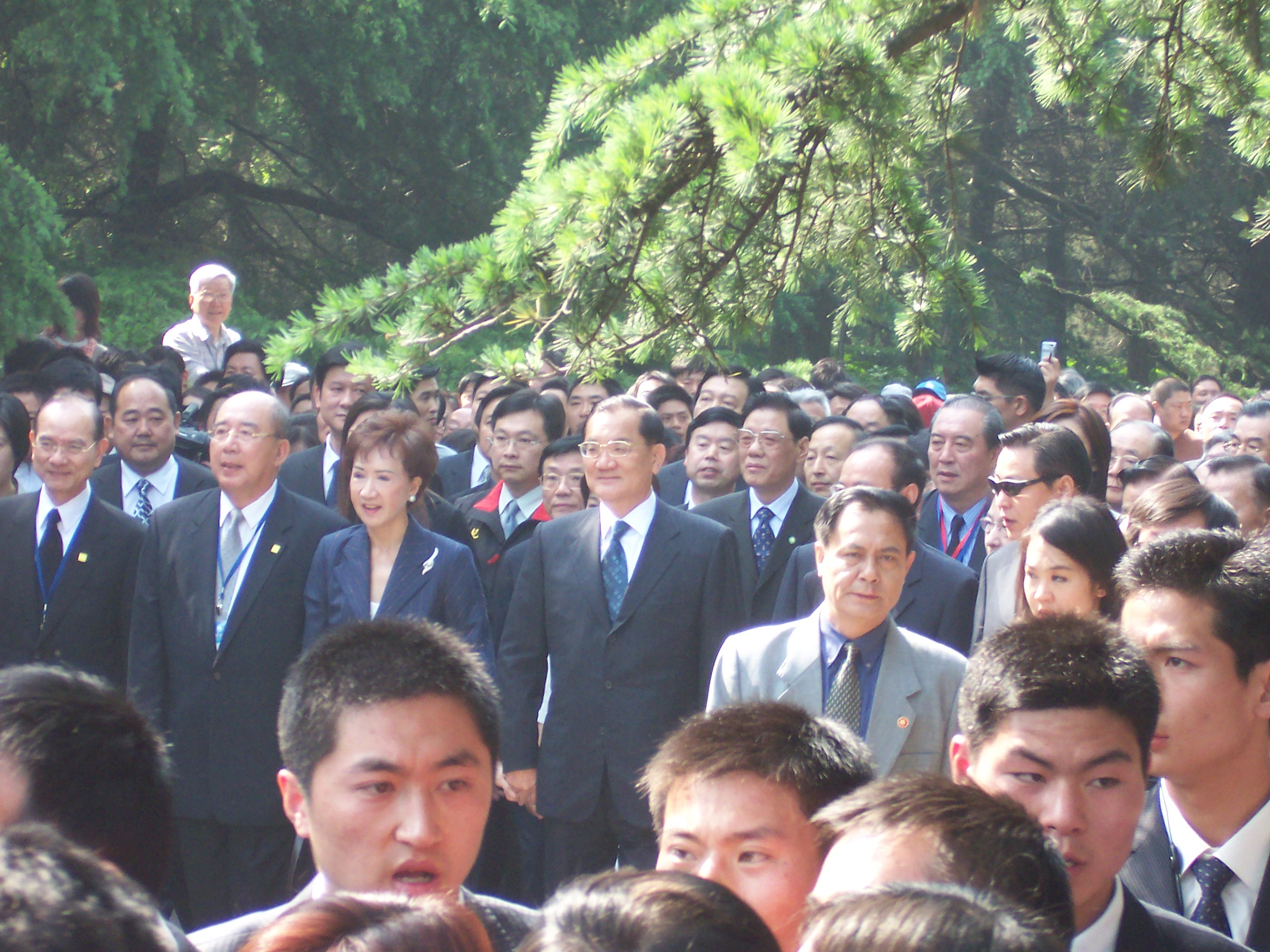
Liên Chiến [giữa] và đoàn đại biểu Trung Quốc Quốc dân Đảng viếng Lăng Tôn Trung Sơn tại Nam Kinh trong chuyến thăm của họ đến Đại lục vào năm 2005.

Ngày 28 tháng 3 năm 2005, ba mươi thành viên của Quốc dân Đảng dưới quyền Phó Chủ tịch Giang Bính Khôn sang thăm Trung Quốc Đại lục. Đây là chuyến thăm chính thức đầu tiên của Trung Quốc Quốc dân Đảng đến Đại lục từ khi họ chiến bại trước cộng sản vào năm 1949 (dù các thành viên Quốc dân Đảng kể cả Giang Bính Không trước đó từng tới thăm với tư cách cá nhân). Trong chuyến đi, Quốc dân Đảng ký kết một thỏa thuận mười điểm với Đảng Cộng sản Trung Quốc, những người đối lập gọi chuyến đi này là Quốc-Cộng hợp tác lần thứ ba. Đến tháng 5 năm 2005, Chủ tịch Liên Chiến đến thăm Đại lục và hội kiến Tống bí thư Hồ Cẩm Đào, là cuộc gặp đầu tiên giữa lãnh đạo hai đảng kể từ sau khi kết thúc nội chiến vào năm 1949.
Năm 2005, Mã Anh Cửu trở thành chủ tịch của Quốc dân Đảng, đến ngày 13 tháng 2 năm 2007, ông bị truy tố với cáo buộc biển thủ khoảng 11 triệu Đài tệ (339.000 USD), liên quan đến vấn đề "chi phí đặc biệt" trong thời gian ông làm thị trưởng Đài Bắc. Ngay sau đó, ông đệ đơn từ chức chủ tịch đảng và đồng thời chính thức tuyên bố tranh cử tổng thống. Tháng 12 năm 2007, Mã Anh Cửu trắng án mọi tội trạng và lập tức đệ đơn kiện các công tố viên. Mặc dù ông đã từ chức chủ tịch đảng, ông là ứng cử viên của đảng trong bầu cử tổng thống năm 2008 và giành thắng lợi. Ngày 25 tháng 6 năm 2009, Tổng thống Mã Anh Cửu ứng cử chức vụ chủ tịch đảng và trở thành ứng cử viên duy nhất đăng ký. Ngày 26 tháng 7, Mã Anh Cửu thắng cử, trở thành tân chủ tịch Quốc dân Đảng, Điều này chính thức cho phép Mã Anh Cửu có thể gặp Tống bí thứ Đảng Cộng sản Trung Quốc Tập Cận Bình và các phái đoàn Đại lục khác, do ông có thể đại diện cho Quốc dân Đảng với thân phận nhà lãnh đạo của một chính đảng Trung Quốc.
Ngày 29 tháng 11 năm 2014, Quốc dân Đảng chịu tổn thất lớn trong bầu cử địa phương trước Đảng Dân Tiến, chỉ thắng tại sáu huyện thị. Mã Anh Cửu sau đó từ chức chủ tịch Đảng vào ngày 3 tháng 12 và thay thế là quyền Chủ tịch Ngô Đôn Nghĩa. Bầu cử chủ tịch đảng được tổ chức vào ngày 17 tháng 1 năm 2015 và Chu Lập Luân đắc cử. Ông nhậm chức vào ngày 19 tháng 2. Tháng 5 cùng năm, ông cùng Tổng bí thư Đảng Cộng sản Trung Quốc Tập Cận Bình tiến hành hội đàm tại Bắc Kinh. Đến tháng 7 cùng năm, Hồng Tú Trụ trong Đại hội đại biểu toàn quốc được chọn làm ứng cử viên tổng thống của Quốc dân Đảng. Ngày 17 tháng 10, Đảng bộ Trung ương Quốc dân Đảng triệu tập Đại hội đại biểu toàn quốc lâm thời, quyết định phế trừ tư cách ứng cử viên của Hồng Tú Trụ, chọn Chu Lập Luân làm ứng cử viên. Trong bầu cử tổng thống năm 2016, Chu Lập Luân thất bại và tuyên bố từ chức chủ tịch đảng, Hoàng Mẫn Huệ tạm quyền chủ tịch đảng. Trong bầu cử chủ tịch đảng năm 2016, Hồng Tú Trụ trở thành nữ chủ tịch đầu tiên của Quốc dân Đảng.

## Lập trường chính trị

### Chủ trương chính trị
- Cương lĩnh chính trị của Trung Quốc Đồng minh Hội là "xua đuổi Thác Lỗ, khôi phục Trung Hoa, sáng lập Dân Quốc, bình quân địa quyền".[25]
- Năm 1912, cương lĩnh của Quốc dân Đảng trong điều 5 có ghi: (một) duy trì thống nhất chính trị, (hai) phát triển chính trị địa phương, (ba) thi hành nghiêm chỉnh đồng hóa chủng tộc, (bốn) thông qua chính sách dân sinh và (năm) duy trì hòa bình quốc tế.
- Trung Hoa Cách mệnh Đảng lấy tôn chỉ là thảo phạt Viên Thế Khải, "thực thi chủ nghĩa dân quyền, dân sinh", lấy mục đích là "tiêu diệt thống trị chuyên chế, kiến thiết dân quốc hoàn toàn".
- Đại hội đại biểu toàn quốc lần thứ nhất Trung Quốc Quốc dân Đảng tuyên bố, chủ nghĩa của Quốc dân Đảng tức là chủ nghĩa Tam Dân (dân tộc, dân quyền, dân sinh). Phục hưng văn hóa Trung Hoa, giữ chặt đội ngũ dân chủ.
- Theo đuổi Trung Hoa Dân Quốc tự do, dân chủ, bình đẳng của cải và thống nhất, phản đối chủ nghĩa cộng sản, phản đối phân liệt lãnh thổ quốc gia.
- Kiên trì nguyên tắc Nhận thức chung 1992, chủ trương một nước Trung Quốc, các bên tự diễn giải.

### Lập trường hai bờ
- Thời kỳ Tưởng Giới Thạch: Chủ trương dùng vũ lực tiêu diệt "ngụy chính quyền" Đảng Cộng sản Trung Quốc (tức nước Cộng hòa Nhân dân Trung Hoa), sau đó thu phục lãnh thổ Đại lục, "giải cứu" đồng bào Đại lục.
- Thời kỳ Tưởng Kinh Quốc: Ban đầu vẫn duy trì chủ trương dùng vũ lực "phản công Đại lục", sau đó đề xuất chính sách cụ thể "chủ nghĩa Tam Dân thống nhất Trung Quốc".
- Thời kỳ Lý Đăng Huy: Thiết lập Ủy ban Thống nhất Quốc gia, Ủy ban Đại lục và Quỹ Giao lưu Eo biển của Hành chính viện, đồng thời xác định Cương lĩnh Thống nhất quốc gia, lấy "thống nhất hòa bình" làm chính sách, chủ trương không nóng vội, đề xuất "lưỡng quốc luận" về "quan hệ đặc thù giữa hai quốc gia".
- Thời kỳ Liên Chiến: Lấy Nhận thức chung 1992 là "một Trung Quốc, mỗi bên tự diễn giải" để xúc tiến phát triển "Quốc-Cộng hòa giải, quan hệ hai bờ phát triển hòa bình"
- Thời kỳ Mã Anh Cửu, Ngô Bá Hùng: Tiếp tục lấy Nhận thức chung 1992 để xúc tiến quan hệ hai bờ phát triển hòa bình. Nhấn mạnh Trung Hoa Dân Quốc từ năm 1912 trở đi là quốc gia độc lập về chủ quyền[26]. Sau khi Quốc dân Đảng quay lại cầm quyền, chủ trương không thống nhất, không độc lập, không dùng vũ lực, liên kết chủ trương ba không này với hiện trạng.
- Thời kỳ Chu Lập Luân: Giải thích Nhận thức chung 1992 là "Hai bờ cùng thuộc một nước Trung Quốc, song định nghĩa nội hàm có chút bất đồng", có khác biệt với "một nước Trung Quốc, các bên tự diễn giải" của Mã Anh Cửu, ứng với cách nói của Tập Cận Bình rằng Nhận thức chung 1992 có cốt lõi là "Cùng nhận thức Đại lục và Đài Loan cùng thuộc một nước Trung Quốc.。[27][28][29][30][31][32]
- Thời kỳ Hồng Tú Trụ: Trong quá khứ từng ủng hộ "nhất Trung đồng biểu", dùng "toàn thể Trung Quốc" tăng cường cho "một nước Trung Quốc", "hai bờ đều là bộ phận của toàn thể Trung Quốc, tuyên bố chủ quyền trùng khớp, quyền lực chính trị độc lập". Quan hệ hai bờ không phải là "quan hệ quốc tế", mà là "quan hệ nội bộ" của "toàn thể Trung Quốc". Về sau đổi thành "Nhận thức chung 1992, ba nội hàm" tức "đối diện với việc Trung Hoa Dân Quốc thực sự tồn tại, bảo vệ Trung Hoa Dân Quốc phản đối Đài Loan độc lập, hy vọng hai bờ eo biển lập ra hiệp định hòa bình ổn định lâu dài".[33]

## Cơ cấu tổ chức
Tổ chức đảng của Trung Quốc Quốc dân Đảng tuân theo chế độ ủy ban, thường gọi là "đảng bộ" (năm 1924 do chính sách "liên Nga dung Cộng" nên có quyết sách học tập Nga, đưa quy chế đảng cải tổ thành chế độ tập trung dân chủ do Lenin đề xuất làm cơ sở, được đảng cộng sản các quốc gia thực thi, cải tiến thành chế độ tập quyền dân chủ, về sau do tình thế chống cộng thời kỳ dẹp loạn nên về hình thức đổi thành chế độ ủy ban, về thực chất chưa có cải biến), chủ yếu phân thành ba cấp là Ủy ban Trung ương(tức Đảng bộ trung ương), ủy ban cấp huyện thị, ủy ban cấp khu. Trước đây, Trung Quốc Quốc dân Đảng lập ra nhiều "đảng bộ chuyên nghiệp" do Đảng bộ Trung ương trực tiếp quản lý, như "Đảng bộ Lưu Trung Hưng" trong hệ thống đặc vụ cảnh sát, trải qua nhiều lần tinh giản tổ chức đảng vụ, hiện nay chỉ còn Đảng bộ Hoàng Phục Hưng trong hệ thống quân đội và cựu chiến binh.
Cơ cấu quyền lực tối cao của Trung Quốc Quốc dân Đảng là Đại hội đại biểu toàn quốc, mỗi hai năm tổ chức một lần, thời gian giữa hai đại hội do Ủy ban Trung ương thi thành thẩm quyền. Thời gian giữa các hội nghị toàn thể Ủy ban Trung ương, do Uỷ ban Thường vụ Trung ương thi hành thẩm quyền, là cơ quan quyết sách tối cao của Quốc dân Đảng. Ủy ban Trung ương lập ra một số đơn vị để phục trách vận hành công tác đảng thường nhật.
Hệ thống tổ chức đảng
- Đại hội đại biểu toàn quốc
  - Ủy ban Trung ương (chủ tịch là lãnh tụ tối cao của toàn đảng, Ủy ban Thường vụ Trung ương là cơ quan quyết sách tối cao)
    - Ủy ban cấp trực hạt thị, huyện, thị
      - Ủy ban cấp hương, trấn, huyện hạt thị
        - Phân bộ/Tiểu tổ khu

    - Đảng bộ chuyên nghiệp
    - Chi bộ thường trú hải ngoại
    - Đảng đoàn (chủ yếu thành lập tại Nghị viện)
    - Đoàn Thanh niên

Chủ tịch Trung Quốc Quốc dân Đảng

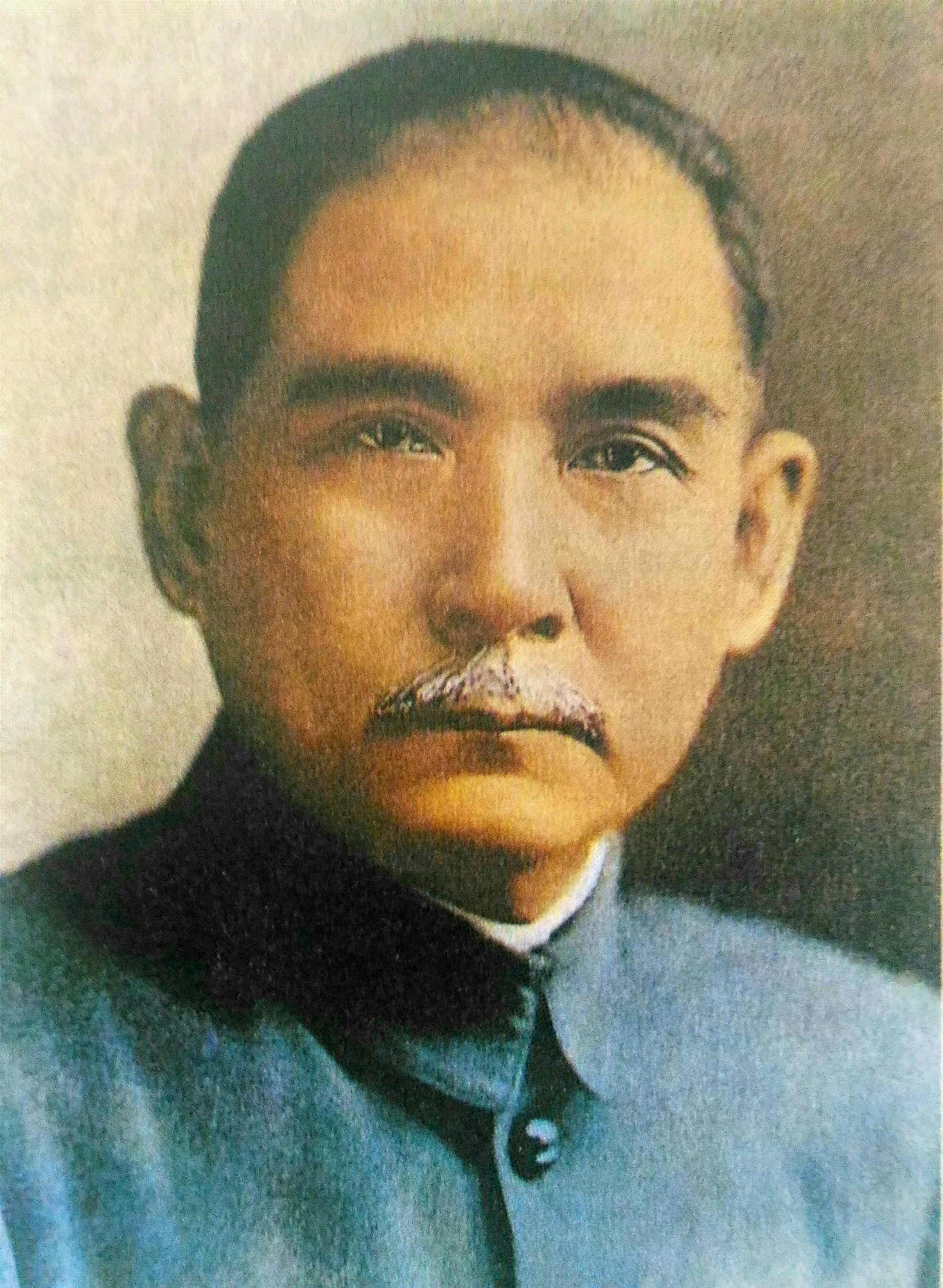
Tổng lý Tôn Trung Sơn, Quốc phụ Trung Hoa Dân Quốc, là người sáng lập Trung Quốc Quốc dân Đảng, chủ nghĩa Tam Dân, hiến pháp ngũ quyền.
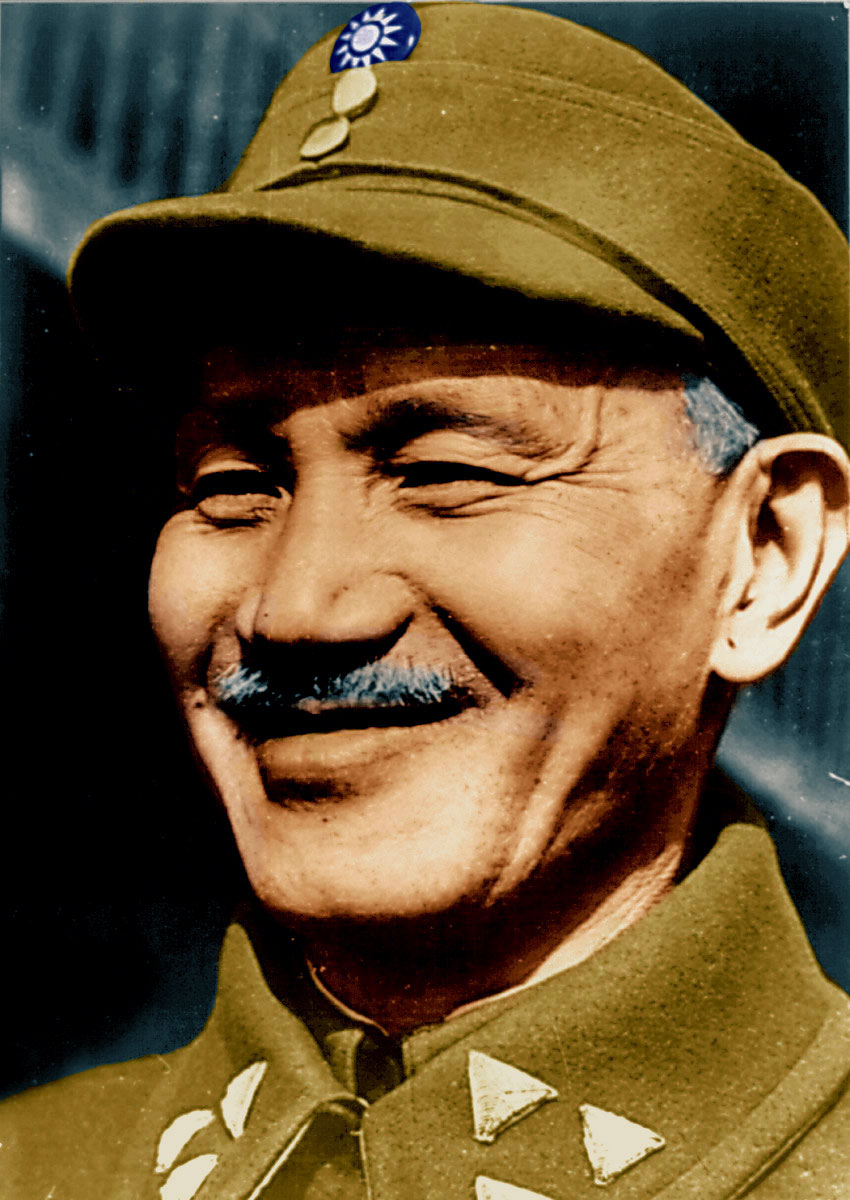
Tổng tài Tưởng Giới Thạch, là người lãnh đạo Trung Quốc Quốc dân Đảng và Trung Hoa Dân Quốc sau khi Tôn Trung Sơn mất vào năm 1925.
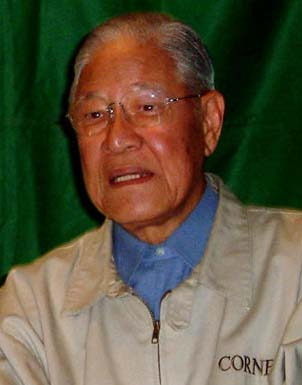
Chủ tịch thứ hai Lý Đăng Huy
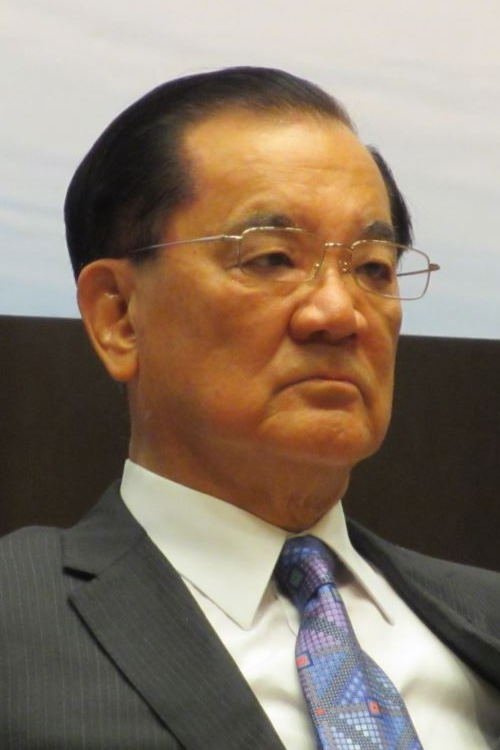
Chủ tịch thứ ba Liên Chiến
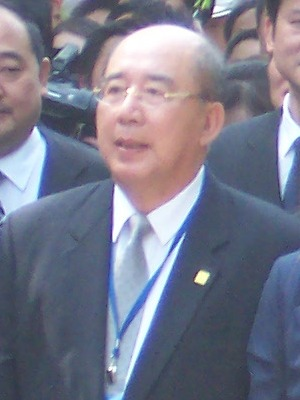
Chủ tịch thứ năm Ngô Bá Hùng
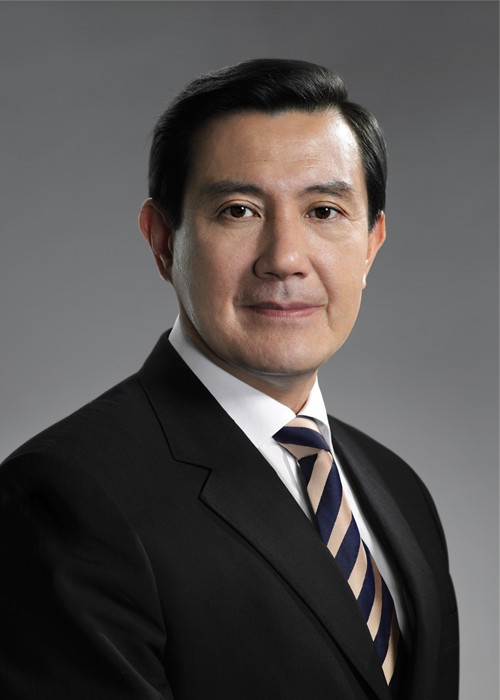
Chủ tịch thứ tư, thứ sáu Mã Anh Cửu
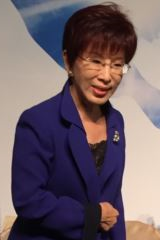
Chủ tịch thứ tám Hồng Tú Trụ
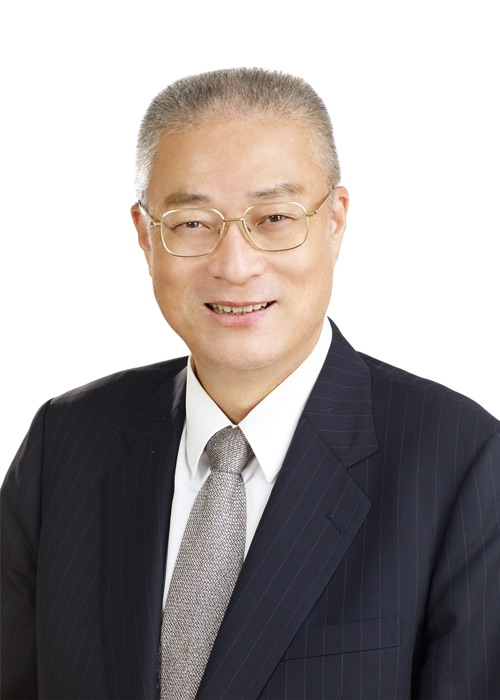
Chủ tịch thứ chín Ngô Đôn Nghĩa

## Quan hệ đối ngoại
Quan hệ giữa Trung Quốc Quốc dân Đảng và Đảng Cộng sản Trung Quốc từng trải qua hợp tác sau Tuyên ngôn Tôn Trung Sơn-Adolph Joffe, phân liệt sau năm 1927, đồng thời dẫn đến Quốc-Cộng nội chiến lần thứ nhất. Sau Sự biến Tây An năm 1936, Quốc-Cộng hợp tác lần thứ hai, cùng nhau kháng nhật. Sau khi kháng chiến thắng lợi, Quốc-Cộng nội chiến lần thứ hai bùng phát, năm 1949 Đảng Cộng sản giành được thắng lợi, lập chính phủ tại Bắc Kinh. Quốc dân Đảng buộc phải dời sang Đài Loan, sau đó hai bên tiến hành đối lập vũ trang trong nhiều năm, đồng thời tranh chấp quyền đại diện cho Trung Quốc trên trường quốc tế. Năm 2005, nhà lãnh đạo Quốc dân Đảng Liên Chiến lần đầu tiên hội kiến nhà lãnh đạo Đảng Cộng sản Trung Quốc Hồ Cẩm Đào, sau đó hai đảng bắt đầu liên lạc khá mật thiết, quan hệ hai đảng trở thành một trong các kênh liên lạc giữa hai bờ eo biển Đài Loan. Ngày 4 tháng 5 năm 2015, Chủ tịch Quốc dân Đảng Chu Lập Luân và Tổng bí thư Đảng Cộng sản Trung Quốc hội ngộ tại Bắc Kinh. Chu Lập Luân một lần nữa làm sâu sắc thêm Nhận thức chung 1992, đồng thời đề xuất" hai bên đạt tới hai bờ cùng thuộc một Trung Quốc, song định nghĩa nội hàm có điểm bất đồng". Ngày 1 tháng 11 năm 2016, Chủ tịch Quốc dân Đảng Hồng Tú Trụ và Tổng bí thư Đảng Cộng sản Tập Cận Bình hội ngộ tại bắc Kinh, hai nhà lãnh đạo cùng tuyên bố phản đối "Đài Loan độc lập".
Phái "Phiếm Lam" là gọi chung các đoàn thể chủ trương ủng hộ "phản đối Đài Loan độc lập, ủng hộ Trung Hoa Dân Quốc, nhấn mạnh kế thừa văn hóa Trung Hoa". "Phiếm Lam" ban đầu dùng để chỉ Quốc dân Đảng cùng với Tân Đảng và Đảng Thân Dân sản sinh từ nó, nay bao gồm Trung Quốc Quốc dân Đảng và Tân Đảng. Chủ tịch Hồng Tú Trụ từng biểu thị trước lúc nhậm chức rằng hoan nghênh Chủ tịch Đảng Thân dân Tống Sở Du và Chủ tịch Tân Đảng Úc Mộ Minh "về nhà". Tuy nhiên, Đảng Thân dân và Tân Đảng phản ứng không nhiệt tình với đề nghị của Hồng Tú Trụ, yêu cầu Quốc dân Đảng trước tiên hãy xử lý tốt "việc nhà" mới nói tiếp.
Ngày 7 tháng 5 năm 2016, Chủ tịch Quốc dân Đảng Hồng Tú Trụ nói rằng tương lai quan hệ của Quốc dân Đảng và Đảng Dân Tiến là "cạnh tranh lành mạnh", không phải là đấu tranh ác tính.

## Căn cứ ủng hộ
Nguồn ủng hộ của Quốc dân Đảng có xu hướng cao hơn tại miền Bắc Đài Loan và tại các khu vực đô thị, là nơi họ nhận được ủng hộ từ các doanh nghiệp lớn do có chính sách duy trì các liên kết thương mại với Trung Quốc Đại lục. Quốc dân Đảng cũng được ủng hộ nhiệt tình trong tầng lớp lao động do trong thời gian cầm quyền Quốc dân Đảng thi hành nhiều phúc lợi và bảo hiểm cho người lao động. Quốc dân Đảng có truyền thống hợp tác vững chắc với các sĩ quan quân đội, giáo viên và nhân viên chính phủ. Trong thành phần dân cư tại Đài Loan, Quốc dân Đảng nhận được ủng hộ vững chắc từ những người Đại lục và hậu duệ của họ vì nguyên nhân ý thức hệ, và từ thổ dân Đài Loan.
Thù địch sâu sắc giữa thổ dân và người Mân Nam Phúc Kiến, cộng với hệ thống Quốc dân Đảng có ảnh hưởng trong các cộng đồng thổ dân, góp phần khiến thổ dân hoài nghi với Đảng Dân Tiến và có khuynh hướng bỏ phiếu cho Quốc dân Đảng. Thổ dân chỉ trích các chính trị gia lạm dụng phong trào "bản địa hóa" vì mục tiêu chính trị, với đa số các hương trấn vùng núi bỏ phiếu cho Mã Anh Cửu. Năm 2005, Quốc dân Đảng trưng bày một ảnh lớn về thủ lĩnh thổ dân kháng Nhật Mona Rudao tại trụ sở của họ nhằm kỷ niệm 60 năm ngày thu hồi Đài Loan từ Nhật Bản.
Đối thủ của Quốc dân Đảng gồm: các ủng hộ viên nhiệt tình Đài Loan độc lập, tầng lớp trung lưu tại các đô thị lớn, cư dân nông thôn, đặc biệt là tại miền nam Đài Loan.
Về các vấn đề xã hội, Quốc dân Đảng không có lập trường chính thức về hôn nhân đồng giới, mặc dù phản đối hôn nhân đồng giới phần lớn đến từ các nhóm Cơ Đốc giáo vốn giữ ảnh hưởng chính trị đáng kể trong Quốc dân Đảng.

## Tư tưởng thời kỳ Đại lục
Trung Quốc Quốc dân Đảng là một đảng cách mạng dân tộc chủ nghĩa, từng được Liên Xô ủng hộ. Họ dựa trên nguyên tắc tổ chức Lê-nin-nít là tập trung dân chủ. Quốc dân Đảng và Tưởng Giới Thạch xem các từ phong kiến và phản cách mạng là đồng nghĩa với cái ác và lạc hậu, và tự hào tuyên bố bản thân là cách mạng. Tưởng Giới Thạch tỏ ra hết sức thịnh nộ khi bị cho là một quân phiệt, vì nó mang ý nghĩa tiêu cực, phong kiến.
Thủ lĩnh Trung Quốc Quốc dân Đảng là Tưởng Giới Thạch từng cảnh báo Liên Xô và các quốc gia khác về việc can thiệp công việc của Trung Quốc. Ông tức giận về cách thức người ngoại quốc đối xử với Trung Quốc, chủ yếu là từ Liên Xô, Anh Quốc và Hoa Kỳ. Ông và phong trào Phong trào Tân sinh hoạt của mình kêu gọi nghiền nát ảnh hưởng của Liên Xô, phương Tây, Hoa Kỳ và ngoại quốc khác tại Trung Quốc. Trần Lập Phu thuộc phái Câu lạc bộ Trung ương nói rằng "chủ nghĩa cộng sản bắt nguồn từ chủ nghĩa đế quốc Xô viết, thứ đã xâm phạm nước ta." Ông cũng lưu ý rằng "gấu trắng Bắc Cực nổi tiếng về tính xấu xa và tàn ác."
Lam Y xã là một tổ chức bán quân sự phát xít trong Trung Quốc Quốc dân Đảng, mô phỏng theo quân áo đen của Mussolini, là một nhóm chống ngoại quốc và chống cộng sản, tuyên bố chương trình nghị sự của mình là trục xuất chủ nghĩa đế quốc ngoại quốc (Nhật Bản và phương Tây) khỏi Trung Quốc, trấn áp chủ nghĩa cộng sản, và diệt trừ chủ nghĩa phong kiến. Ngoài việc chống cộng sản, một số thành viên Quốc dân Đảng như Đới Lạp (thủ hạ thân cận của Tưởng Giới Thạch) là người chống Hoa Kỳ, muốn trục xuất ảnh hưởng của Hoa Kỳ.
Các nhà lãnh đạo của Trung Quốc Quốc dân Đảng trên toàn quốc sử dụng thuật hùng biện dân tộc chủ nghĩa. Tướng người Hồi Mã Bộ Phương thể hiện mình là một người dân tộc chủ nghĩa Trung Hoa đối với nhân dân Trung Quốc, đấu tranh chống lại chủ nghĩa đế quốc Anh, làm chệch hướng chỉ trích từ các đối thủ rằng chính quyền của ông là phong kiến và đán áp dân tộc thiểu số như người Tạng và người Mông Cổ.
Trung Quốc Quốc dân Đảng theo đuổi chính sách Hán hóa, họ nói rằng "đã đến lúc làm công việc đưa toàn bộ người bản địa trở thành người Trung Hoa hoặc rời đi" theo lời các nhà quan sát ngoại quốc. Họ lưu ý rằng "người Hán thuộc địa hóa" "Mông Cổ và Mãn Châu" dẫn đến "nhận thức rằng ngày tháng man rợ cuối cùng đã kết thúc."
Chi nhánh Trung Quốc dân Đảng tại Quảng Tây dưới quyền Tân Quế hệ của Bạch Sùng Hy và Lý Tông Nhân thi hành các chính sách chống chủ nghĩa đế quốc, chống tôn giáo và chống ngoại quốc. Trong Bắc phạt, năm 1926 tại Quảng Tây, Tướng quân người Hồi Bạch Sùng Hy dẫn quân tàn phá hầu hết các chùa và đập tan các tượng thần thánh, biến chùa thành các trường học và trụ sở Quốc dân Đảng. Bạch Sùng Hy lãnh đạo một làn sóng chống ngoại quốc tại Quảng Tây, tấn công người Mỹ, châu Âu và các nước khác, khiến tỉnh trở nên không an toàn đối với người phi bản địa. Người phương Tây đào thoát khỏi Quảng Tây, và một số người Cơ Đốc giáo Trung Quốc cũng bị tấn công do bị cho là tay sai đế quốc.
Trung Quốc Quốc dân Đảng có ý thức hệ xã hội, "bình quân địa quyền" là một điều khoản do Tôn Trung Sơn đưa ra từ thời Đồng Minh hội. Ý thức hệ cách mạng của Quốc dân Đảng trong thập niên 1920 đã kết hợp độc đáo chủ nghĩa xã hội Trung Quốc. Liên Xô từng đào tạo các nhà cách mạng Quốc dân Đảng tại Đại học Tôn Trung Sơn Moskva. Tại phương Tây và Liên Xô, Tưởng Giới Thạch từng được gọi là "Tướng quân Đỏ". Năm 1948, Quốc dân Đảng một lần nữa tấn công các thương gia tại Thượng Hải, Tưởng Giới Thạch phái con trai là Tưởng Kinh Quốc đi khôi phục trật tự kinh tế. Tưởng Kinh Quốc sao chép các phương pháp của Liên Xô mà ông học được trong thời gian lưu lại đó, để khởi đầu một cuộc cách mạng xã hội bằng việc tấn công các thương gia trung lưu. Ông cũng cưỡng bách đặt giá thấp đối với toàn bộ các hàng hóa để làm tăng ủng hộ từ giai cấp vô sản. Chủ nghĩa Marx cũng tồn tại trong Trung Quốc Quốc dân Đảng, họ nhìn nhận cách mạng Trung Quốc với các điều kiện khác so với Đảng Cộng sản Trung Quốc, cho rằng Trung Quốc mới bước qua giai đoạn phong kiến và trong một giai đoạn đình trệ thay vì trong phương thức sản xuất khác. Những người Marxist trong Quốc dân Đảng phản đối ý thức hệ của Đảng Cộng sản Trung Quốc.
Trung Quốc Quốc dân Đảng cũng khuyến khích các công ty quốc doanh. Tôn Trung Sơn chịu ảnh hưởng mạnh từ các tư tưởng kinh tế của Henry George, một người tin rằng tiền thuê lấy từ độc quyền tự nhiên hoặc sử dụng đất thuộc về quần chúng. Tôn Trung Sơn biện hộ cho tư tưởng George và nhấn mạnh tầm quan trọng của kinh tế hỗn hợp mà ông xác định trong "Dân sinh" của Chủ nghĩa Tam Dân.
Trung Quốc Quốc dân Đảng sử dụng các nghi lễ tôn giáo Trung Hoa truyền thống, theo họ linh hồn của những liệt sĩ Quốc dân Đảng được đưa đến thiên đàng. Quốc dân Đảng ủng hộ Phong trào Tân sinh hoạt, vốn xúc tiến Nho giáo, và cũng chống lại Tây phương hóa. Các nhà lãnh đạo Quốc dân Đảng cũng phản đối Phong trào Ngũ Tứ, Tưởng Giới Thạch chống lại việc phong trào này đập phá tượng thần thánh. Ông nhìn nhận một số tư tưởng phương Tây là ngoại lai, và không hoan nghênh việc phổ biến các tư tưởng và văn học phương Tây như ý muốn của Phong trào Ngũ Tứ. Tưởng Giới Thạch và Tôn Trung Sơn chỉ trích các tri thức Ngũ Tứ làm lệnh lạc đạo đức của thanh niên. Quốc dân Đảng còn hợp nhất Nho giáo vào luật học của mình, họ xá tội cho Thi Kiếm Kiềm việc giết Tôn Truyền Phương do bà làm vậy để trả thù vì Tôn Truyền Phương giết cha bà, một ví dụ về lòng hiếu thảo với cha mẹ trong Nho giáo.

## Các đảng liên kết với Quốc dân Đảng
Công hội người Hoa Malaysia (MCA) ban đầu ủng hộ Trung Hoa Dân Quốc và chủ yếu bao gồm các thành viên của Trung Quốc Quốc dân Đảng, họ tham gia đảng như một sự thay thế và phản đối Đảng Cộng sản Malaya, ủng hộ Trung Quốc Quốc dân Đảng bằng cách tài trợ.
Đảng Cách mạng Tây Tạng do Pandatsang Rapga thành lập, ông là một nhà cách mạng thân Dân Quốc và Quốc dân Đảng, chống lại Chính phủ của Đạt Lai Lạt Ma thứ 14 tại Lhasa. Rapga vay mượn chủ nghĩa Tam Dân của Tôn Trung Sơn và dịch các học thuyết chính trị của ông ra tiếng Tạng, ca ngợi nó là hy vọng tốt nhất để người châu Á chống lại chủ nghĩa đế quốc. Ông muốn tiêu diệt chính phủ phong kiến tại Lhasa, bên cạnh đó là hiện đại hóa và thế tục hóa xã hội Tây Tạng. Mục tiêu cuối cùng của đảng là lật đổ chế độ Đạt Lai Lạt Ma, lập nước Cộng hòa Tây Tạng tự trị trong thành phần Trung Hoa Dân Quốc. Chiang Kai-shek and the KMT funded the party and their efforts to build an army to battle the Dalai Lama's government.
Khi Việt Nam Quốc dân Đảng thành lập họ đặt căn cứ dựa trên Trung Quốc Quốc dân Đảng và thân Trung Quốc. Khi Việt Nam Quốc dân Đảng đào thoát sang Trung Quốc sau khi khởi nghĩa thất bại chống Pháp, họ ổn định tại Vân Nam và Quảng Châu. Việt Nam Quốc dân Đảng tồn tại với thân phận đảng lưu vong tại Trung Quốc trong 15 năm, nhận giúp đỡ về quân sự, tài chính và tổ chức từ Trung Quốc Quốc dân Đảng.
Trung Quốc Quốc dân Đảng sử dụng Việt Nam Quốc dân Đảng để phục vụ lợi ích của họ tại miền nam Trung Quốc và Đông Dương. Tướng quân Trương Phát Khuê tại Quảng Tây lập ra Việt Nam Cách mệnh Đồng minh Hội (Việt Cách) vào năm 1942. Quân đội Vân Nam của Trung Quốc Quốc dân Đảng chiếm đóng miền Bắc Việt Nam sau khi Nhật Bản đầu hàng vào năm 1945, Việt Nam Quốc dân Đảng với danh nghĩa bản thân phản đối đảng cộng sản của Hồ Chí Minh. Việt Nam Quốc dân Đảng chống đối chính phủ Ngô Đình Diệm thời kỳ Chiến tranh Việt Nam.
Trung Quốc Quốc dân Đảng từng ủng hộ Lưu Cầu Cách mạng Đồng chí hội có thủ lĩnh là Tsugumasa Kiyuna, với mục tiêu Lưu Cầu độc lập. Ngày 30 tháng 11 năm 1958, Lưu Cầu Quốc dân Đảng được thành lập.

## Kết quả bầu cử

### Bầu cử tổng thống
| Bầu cử | Ứng cử viên  | Đồng ứng cử                | Tổng số phiếu | Tỷ lệ phiếu | Kết quả |
| ------ | ------------ | -------------------------- | ------------- | ----------- | ------- |
| 1996   | Lý Đăng Huy  | Liên Chiến                 | 5.813.699     | 54,0%       | Đắc cử  |
| 2000   | Liên Chiến   | Tiêu Vạn Trường            | 2.925.513     | 23,1%       | Thất cử |
| 2004   | Liên Chiến   | Tống Sở Du (PFP)           | 6.423.906     | 49,8%       | Thất cử |
| 2008   | Mã Anh Cửu   | Tiêu Vạn Trường            | 7.658.724     | 58,4%       | Đắc cử  |
| 2012   | Mã Anh Cửu   | Ngô Đôn Nghĩa              | 6.891.139     | 51,6%       | Đắc cử  |
| 2016   | Chu Lập Luân | Vương Như Huyền ( độc lập) | 3.813.365     | 31,0%       | Thất cử |

### Bầu cử lập pháp
| Bầu cử | Số ghế thắng cử | Tổng số phiếu | Tỷ lệ phiếu | Kết quả                              | Thủ lĩnh bầu cử |
| ------ | --------------- | ------------- | ----------- | ------------------------------------ | --------------- |
| 1992   | 95 / 161        | 5.030.725     | 53,0%       | Chính phủ đa số                      | Lý Đăng Huy     |
| 1995   | 85 / 164        | 4.349.089     | 46,1%       | 12 ghế (điều chỉnh); Chính phủ đa số | Lý Đăng Huy     |
| 1998   | 123 / 225       | 4.659.679     | 46,4%       | 7 ghế(điều chỉnh); Chính phủ đa số   | Lý Đăng Huy     |
| 2001   | 68 / 225        | 2.949.371     | 31,3%       | 46 ghế; Đối lập đa số (Phiếm Lam)    | Liên Chiến      |
| 2004   | 79 / 225        | 3.190.081     | 34,9%       | 11 ghế; Đối lập đa số (Phiếm Lam)    | Liên Chiến      |
| 2008   | 81 / 113        | 5.291.512     | 53,5%       | 41 ghế (điều chỉnh); Chính phủ đa số | Ngô Bá Hùng     |
| 2012   | 64 / 113        | 5.863.379     | 44,5%       | 17 ghế; Chính phủ đa số              | Mã Anh Cửu      |
| 2016   | 35 / 113        | 3.280.949     | 26,9%       | 29 ghế; Đối lập thiểu số (Phiếm Lam) | Chu Lập Luân    |

### Bầu cử địa phương
| Bầu cử            | Thị trường & Huyện trưởng | Hội đồng  | Lãnh đạo đơn vị hành chính cấp ba | Hội đồng đơn vị hành chính cấp ba | Lãnh đạo đơn vị hành chính cấp bốn | Lãnh đạo bầu cử |
| ----------------- | ------------------------- | --------- | --------------------------------- | --------------------------------- | ---------------------------------- | --------------- |
| 2002 trực hạt thị | 1 / 2                     | 32 / 96   | —                                 | —                                 | —                                  | Liên Chiến      |
| 2005              | 14 / 23                   | 408 / 901 | 173 / 319                         | —                                 | —                                  | Mã Anh Cửu      |
| 2006 trực hạt thị | 1 / 2                     | 41 / 96   | —                                 | —                                 | —                                  | Mã Anh Cửu      |
| 2009              | 12 / 17                   | 289 / 587 | 121 / 211                         | —                                 | —                                  | Mã Anh Cửu      |
| 2010 trực hạt thị | 3 / 5                     | 130 / 314 | —                                 | —                                 | 1.195 / 3.757                      | Mã Anh Cửu      |
| 2014 hợp nhất     | 6 / 22                    | 291 / 906 | 54 / 204                          | 194 / 2.137                       | 390 / 7.836                        | Mã Anh Cửu      |